# Louie Barry
Louie Mark Barry (Sutton Coldfield, Inglaterra, 21 de marzo de 2003) es un futbolista inglés que juega como delantero y milita en el Sheffield United F. C. de la EFL Championship.

## Trayectoria

### West Bromwich Albion
Louie Barry fue canterano del West Bromwich, llegó a las inferiores del club a los 6 años y estuvo ahí hasta los 16 años, cuando fichó por el F. C. Barcelona.

### F. C. Barcelona
Después de años con el conjunto Baggie, el 11 de julio de 2019 el F. C. Barcelona lo fichó por 235 mil libras y con un contrato de 3 años.
Anteriormente había tenido acercamientos con el Paris Saint-Germain pero finalmente no se concretó su fichaje.
El West Bromwich estuvo a punto de denunciar al F. C. Barcelona ya que no habían pagado los derechos de formación, por otra parte, el F. C. Barcelona argumentó que no le habían pagado al West Bromwich porque no habían recibido el informe de la comisión de protección de menores de la FIFA, luego, debido a que el West Bromwich y la Asociación Inglesa de Fútbol no habían ratificado la salida del jugador, Louie Barry no pudo jugar con La Masía durante 3 meses. En el primer partido con La Masía, marcó su primer gol con el club contra el Deportivo Ebro.
Louie Barry jugó en 7 partidos en la competición sub-19 de La Liga y 3 encuentros en la Liga Juvenil de la UEFA, marcando 2 goles en todos ellos. Su adaptación fue lenta y debido a eso el F. C. Barcelona se planteó la idea de bajarlo al Juvenil B para que pudiera contar con más minutos, pero finalmente no se concretó ya que la plantilla era demasiado amplia. Finalmente dejó el F. C. Barcelona para volver a Birmingham, esta vez sería con el Aston Villa.

### Aston Villa
Después de 6 meses con el F. C. Barcelona, Louie Barry llegó al Aston Villa por un precio superior a 1 millón de euros, sin embargo, no llegó al primer equipo sino a las inferiores del club. El debut con el Aston Villa sub-23 fue el 23 de enero de 2020; se enfrentaron contra el Cardiff City F. C. sub-23, partido en el que marcó el gol del empate y el encuentro acabaría con la victoria del Aston Villa en 2-1.
Debido a un brote de COVID-19 en el primer equipo del Aston Villa, Louie Barry fue seleccionado para disputar el partido por la FA Cup contra el Liverpool F. C. el 8 de enero de 2021. Marcó el gol del empate en su debut con el primer equipo, pero finalmente el partido lo ganaría el Liverpool por 4-1. Jürgen Klopp elogió al jugador y lo apodaría El pequeño Jamie Vardy. Finalizando la temporada 2020-21 Louie Barry junto al equipo juvenil del Aston Villa lograron alzar el título de la FA Cup Juvenil después de ganarle 2-1 al equipo juvenil del Liverpool F. C.

### Cesiones
El 6 de agosto se anunció la cesión de Louie Barry al Ipswich Town por una temporada.
Hizo su debut el 10 de agosto en la derrota 1-0 contra el Newport County, un encuentro válido por la Copa de la Liga. Días después, el 14 de agosto, hizo su debut en la League One, en la derrota 2-1 contra el Burton Albion.
Su etapa en Ipswich terminó en enero de 2022 para posteriormente ser prestado al Swindon Town F. C. En julio fue el Milton Keynes Dons F. C. quien logró su cesión. Esta terminó en enero y se fue al Salford City F. C. para acabar allí la temporada. La siguiente recaló en el Stockport County F. C., donde consiguió un ascenso a League One antes de continuar un segundo año. En este marcó dieciséis goles en la categoría antes de cancelarse la cesión a finales de 2024. Entonces, antes de acabar enero de 2025, fue prestado al Hull City A. F. C. En este equipo fue dirigido por Rubén Sellés, técnico con el que se reencontró en su siguiente cesión al Sheffield United F. C. para la temporada 2025-26.

## Clubes
| Club                              | País       | Año       |
| --------------------------------- | ---------- | --------- |
| Aston Villa F. C.                 | Inglaterra | 2021-     |
| Ipswich Town F. C. (cedido)       | Inglaterra | 2021-2022 |
| Swindon Town F. C. (cedido)       | Inglaterra | 2022      |
| Milton Keynes Dons F. C. (cedido) | Inglaterra | 2022-2023 |
| Salford City F. C. (cedido)       | Inglaterra | 2023      |
| Stockport County F. C. (cedido)   | Inglaterra | 2023-2024 |
| Hull City A. F. C. (cedido)       | Inglaterra | 2025      |
| Sheffield United F. C. (cedido)   | Inglaterra | 2025-     |

## Estadísticas

### Selección
| Selección         | Temporada     | Amistosos | Amistosos | Europa | Europa | Mundial | Mundial | Total | Total | Media goleadora |
| Selección         | Temporada     | Part.     | Goles     | Part.  | Goles  | Part.   | Goles   | Part. | Goles | Media goleadora |
| ----------------- | ------------- | --------- | --------- | ------ | ------ | ------- | ------- | ----- | ----- | --------------- |
| Sub-17 Inglaterra | 2019          | 5         | 2         | —      | —      | —       | —       | 4     | 2     | 0.5             |
| Sub-17 Inglaterra | 2020          | 3         | 2         | —      | —      | —       | —       | 3     | 2     | 0,66            |
| Sub-17 Inglaterra | Total         | 7         | 4         | 0      | 0      | 0       | 0       | 7     | 4     | 0,57            |
| Sub-18 Inglaterra | 2021          | 1         | 0         | —      | —      | —       | —       | 1     | 0     | 0               |
| Sub-18 Inglaterra | Total         | 1         | 0         | 0      | 0      | 0       | 0       | 1     | 0     | 0,00            |
| Total carrera     | Total carrera | 8         | 4         | 0      | 0      | 0       | 0       | 8     | 4     | 0,5             |

## Palmarés

### Títulos nacionales
| Título         | Club                      | País       | Año  |
| -------------- | ------------------------- | ---------- | ---- |
| FA Cup Juvenil | Aston Villa F. C. Juvenil | Inglaterra | 2021 |